# 570-й авиационный ремонтный завод
ОАО «570-й авиационный ремонтный завод» — советское и российское авиаремонтное предприятие, расположенное в городе Ейске, Краснодарский край. Специализируется на ремонте авиационных газотурбинных двигателей и их агрегатов.

## История предприятия
В 1915 году в Петрограде на Гутуевской дамбе, на средства от добровольных пожертвований, была открыта школа морских лётчиков и при ней - механические мастерские. В 1917 году школа была переведена в Ораниенбаум, в 1918 году она переводится в Нижний Новгород, в 1919 году - в Самару, в 1922 году - в Севастополь, В 1931 году «Школа морских лётчиков и лётчиков наблюдателей» переведена в город Ейск. В 1937 году школа преобразована в «Военно-морское авиационное училище имени Сталина»
3 июля 1941 года мастерские при училище были выделены в отдельное самостоятельное авиаремонтное предприятие - открытое наименование: в/ч 13823. Эта дата считается официальной датой создания завода.
Во время оккупации Ейска предприятие вместе с училищем было переведено сначала в Моздок, а затем в село Борское близ Куйбышева. В Ейск предприятие вернулось в конце 1943 года.
За годы войны коллектив предприятия отремонтировал 1319 самолётов 22 различных типов, ввёл в строй 1433 авиационных мотора 11 типов, 1149 воздушных винтов, 3380 амортизационных стоек, 3360 комплектов вооружения, 34755 различных приборов для самолётов.
В 1956 году предприятие переподчинено (вместе с училищем) из структуры ВМФ в ВВС. С 1960 года предприятие специализируется только на ремонте авиационных двигателей. 

## Современное состояние.
В настоящее время «Акционерное общество 570-й авиаремонтный завод» занимается ремонтом двигателей АЛ-31Ф, РД-33, Р-27, Р-29, Р-35, АИ-25ТЛ, ВСУ «Сапфир-5» и др. Также предлагаются услуги по ремонту, техническому обслуживанию, переделке летательных аппаратов и двигателей летательных аппаратов, включая агрегаты космических аппаратов. Дополнительные работы и услуги - производство строительных металлических конструкций, производство инструментов, прочая вспомогательная деятельность автомобильного транспорта, прочая розничная торговля в неспециализированных магазинах, деятельность ресторанов и кафе, деятельность гостиниц с ресторанами, рекламная деятельность, техобслуживание и ремонт легковых автомобилей и др. 
В 2016 году, предприятие было передано в состав Объединенной двигателестроительной корпорации.